# Jefferson Ochoa
Jefferson Ochoa Fernández (9 de noviembre de 1996) es un deportista colombiano que compite en taekwondo. Ganó dos medallas en el Campeonato Panamericano de Taekwondo, plata en 2021 y bronce en 2022.

## Palmarés internacional
| Campeonato Panamericano | Campeonato Panamericano      | Campeonato Panamericano | Campeonato Panamericano |
| Año                     | Lugar                        | Medalla                 | Categoría               |
| ----------------------- | ---------------------------- | ----------------------- | ----------------------- |
| 2021                    | Cancún (México)              | Medalla de plata        | –58 kg                  |
| 2022                    | Punta Cana (Rep. Dominicana) | Medalla de bronce       | –58 kg                  |